# 엔들리스 컴퓨터
엔들리스 모바일(Endless Mobile, Inc.)은 리눅스 기반 운영 체제 엔들리스 OS(Endless OS)와 해당 운영체제의 참조 플랫폼 하드웨어를 개발한다. 이 기업은 2001년 설립되었으며, 미국 캘리포니아주 샌프란시스코에 위치해 있으며 브라질 리우데자네이루에 오피스가 하나 더 있다.

## 역사
엔들리스는 2012년 5월 미국 캘리포니아주 샌프란시스코에서 Matthew Dalio, Marcelo Sampaio에 의해 설립되었다. 처음 3년 간 이 기업은 브라질 리우데자네이루의 최대 비민 지역인 호시냐, 그리고 콰테말라에서의 현장 연구를 통한 설계에 집중했다.
2015년 4월, 이 기업은 크라우드펀딩 플랫폼 킥스타터 운동을 통해 대중을 위해 런칭되었다. 30일도 안 되어 1,041명의 후원자와 더불어 $176,538를 거둬들였다.
2015년 11월, 엔들리스는 과테말라의 Claro 스토어에서 컴퓨터를 판매하기 시작했다. 그 이전에 이 제품은 자체 키오스크에서 판매되고 있었다. 2016년 1월 엔들리스 미니가 런칭되었으며, 이 제품은 그레이프프루트 크기만한 구 모양의 PC이며 가격은 79달러와 99달러로 책정되었다.

## 제품

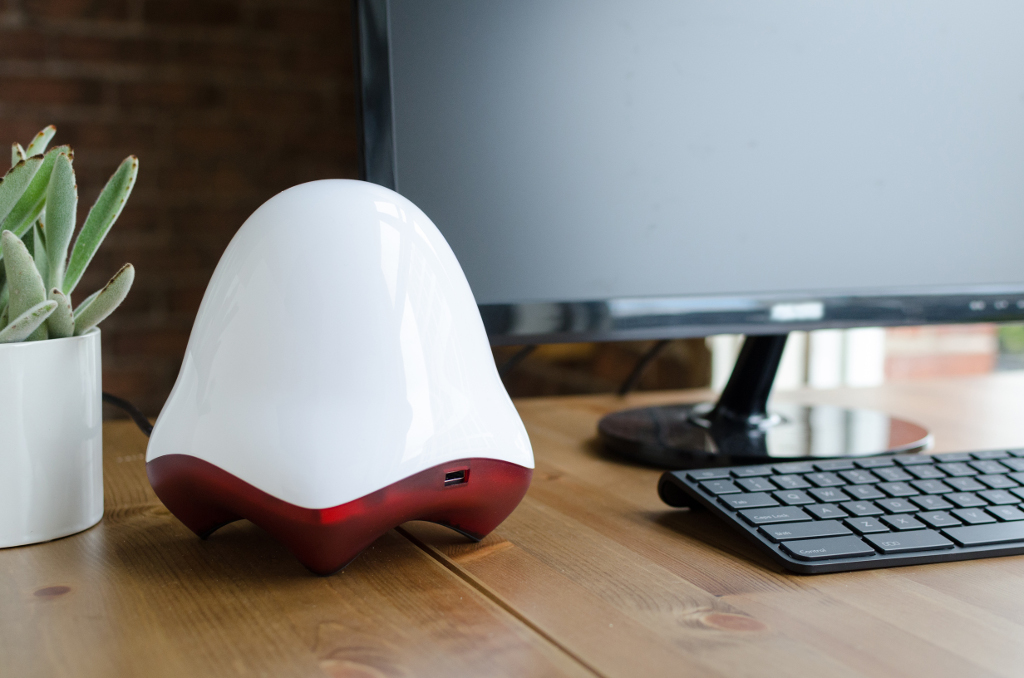
엔들리스 컴퓨터

### 하드웨어
스토어에서 볼 수 있는 사양에 따르면 인텔 셀러론 N2807 프로세서(미션 앤드 엔들리스) 또는 쿼드코어 AMLogic S805 Cortex A5 ARM 프로세서(미션 미니 앤드 엔들리스 미니) 기반의 여러 모델이 있다.

### 소프트웨어
엔들리스 OS는 데비안 파생 배포판이다. 리눅스 커널과 기타 오픈 소스 기술(크로미엄, 그놈, GRUB, GTK+, 펄스오디오, Rufus, Systemd,  X.Org, Yelp 등) 위에 개발되었다. 대부분의 리눅스 배포판과 달리 애플리케이션 배포와 업데이트를 위해 OSTree와 Flatpa에 의해 관리되는 읽기 전용 루트 파일 시스템을 사용한다. 
사용자 인터페이스는 상당히 수정된 그놈 환경에 기반을 두고 있다. 엔들리스 컴퓨터는 자신만의 FOSS 구성 요소를 출시하며 깃허브에 포크하고 있다. 자신들의 모든 패치를 업스트림으로 제출한다고 주장하고 있다. 최초 공개 릴리스는 2014년 7월자 엔들리스 OS 2.1.0이었다. 2017년 12월 중순에 엔들리스 OS 3.3.6이 출시되었다. 최신 버전의 엔들리스 OS는 3.4.0으로, 2018년 5월 15일 출시되었다.

## 반응
Reviewed.com에 따르면 엔들리스 미니는 미국 네바다주 라스베이거스 소비자 가전 전시회의 CES 에디터의 초이스를 수상했다.
엔들리스 미니는 2016 모바일 월드 콩그레스에서 쇼케이스된 최고의 장치들 가운데 하나로 테크스팟에 의해 선정되었다.

## 장단점
PC월드는 엔들리스 컴퓨터가 유용한 소프트웨어와 콘텐츠가 다수 미리 설치되어 출시되므로 인터넷 접속에 제한이 있는 지역에서 유용할 수 있겠으나 인터넷에 쉽게 접근이 가능한 사용자들에게는 상당히 더 강력하거나 훨씬 가격이 더 저렴한 다른 대안들이 있다고 언급하였다.

### 일반
- PC World: “The Endless Mini $79 desktop PC stores as much of the Internet as it can”. PCWorld. 2016년 1월 5일. 2016년 5월 19일에 확인함.
- PC World: “The Endless Mini $79 PC: A desktop for the masses”. PCWorld. 2016년 1월 5일. 2016년 5월 21일에 원본 문서에서 보존된 문서. 2016년 5월 19일에 확인함.
- TechCrunch: “Endless Has Built A $79 PC For The Offline World”. TechCrunch. 2016년 1월 9일. 2016년 5월 19일에 확인함.
- Washington Post: McFarland, Matt. “Meet the start-up that’s betting on plain old PCs making a comeback”. The Washington Post. 2016년 5월 19일에 확인함.
- CBS: “Endless Unveils The Endless mini To Bring The Next Five Billion People Into The Information Age”. CBS. 2016년 2월 25일에 원본 문서에서 보존된 문서. 2017년 10월 12일에 확인함.
- Wired: “Endless, il pc per chi non ha Internet - Wired”. 《Wired.it》. 2016년 2월 23일. 2016년 6월 2일에 원본 문서에서 보존된 문서. 2016년 5월 19일에 확인함.
- CNN: Shadbolt, Peter (2016년 3월 7일). “How the desktop computer will rise again - CNN.com”. 《Edition.cnn.com》. 2016년 5월 19일에 확인함.
- CNN International: “A desktop computer for the developing world - CNN Video”. 《Edition.cnn.com》. 2016년 5월 19일에 확인함.
- CNN Expansion: Chávez, Gabriela. “Endless quiere convertirse en la "Apple del pueblo"”. 《Cnnexpansion.com》. 2016년 5월 19일에 확인함.
- BBC: “Budget PC targets developing world with own OS”. BBC News. 2015년 4월 16일. 2016년 5월 19일에 확인함.
- Huff Post: “5 Times Technology Made The World A Better Place”. 《Huffingtonpost.com》. 2015년 6월 5일. 2016년 5월 19일에 확인함.